# Grand Prix Formule 1 van Singapore
De Grand Prix van Singapore is een race uit de Formule 1-kalender, gehouden in Singapore. De eerste Grand Prix van Singapore werd in 1966 verreden op het Thomson Road circuit, waar tot 1973 jaarlijks op gereden werd als losstaande Grote Prijs. De eerste wedstrijd als onderdeel van het kampioenschap Formule 1 werd gehouden in 2008 op het Marina Bay Street Circuit en werd gewonnen door Renault-rijder Fernando Alonso. Het was de eerste grand prix die 's avonds gehouden werd na het invallen van de duisternis en is dus een zogenaamde avondrace of nachtrace. De race zal jaarlijks tot en met 2028 op de Formule 1-kalender staan.
Sebastian Vettel heeft, met vijf overwinningen, de meeste overwinningen van de Grand Prix op zijn naam staan.

## Winnaars van de Grands Prix
| Jaar        | Coureur                                        | Constructeur                                   | Locatie                                        | Verslag                                        |
| ----------- | ---------------------------------------------- | ---------------------------------------------- | ---------------------------------------------- | ---------------------------------------------- |
| 2024        | Lando Norris                                   | McLaren-Mercedes                               | Marina Bay                                     | Verslag                                        |
| 2023        | Carlos Sainz jr.                               | Ferrari                                        | Marina Bay                                     | Verslag                                        |
| 2022        | Sergio Pérez                                   | Red Bull Racing-RBPT                           | Marina Bay                                     | Verslag                                        |
| 2021        | Grand Prix afgelast vanwege de coronapandemie. | Grand Prix afgelast vanwege de coronapandemie. | Grand Prix afgelast vanwege de coronapandemie. | Grand Prix afgelast vanwege de coronapandemie. |
| 2020        | Grand Prix afgelast vanwege de coronapandemie. | Grand Prix afgelast vanwege de coronapandemie. | Grand Prix afgelast vanwege de coronapandemie. | Grand Prix afgelast vanwege de coronapandemie. |
| 2019        | Sebastian Vettel                               | Ferrari                                        | Marina Bay                                     | Verslag                                        |
| 2018        | Lewis Hamilton                                 | Mercedes                                       | Marina Bay                                     | Verslag                                        |
| 2017        | Lewis Hamilton                                 | Mercedes                                       | Marina Bay                                     | Verslag                                        |
| 2016        | Nico Rosberg                                   | Mercedes                                       | Marina Bay                                     | Verslag                                        |
| 2015        | Sebastian Vettel                               | Ferrari                                        | Marina Bay                                     | Verslag                                        |
| 2014        | Lewis Hamilton                                 | Mercedes                                       | Marina Bay                                     | Verslag                                        |
| 2013        | Sebastian Vettel                               | Red Bull Racing-Renault                        | Marina Bay                                     | Verslag                                        |
| 2012        | Sebastian Vettel                               | Red Bull Racing-Renault                        | Marina Bay                                     | Verslag                                        |
| 2011        | Sebastian Vettel                               | Red Bull Racing-Renault                        | Marina Bay                                     | Verslag                                        |
| 2010        | Fernando Alonso                                | Ferrari                                        | Marina Bay                                     | Verslag                                        |
| 2009        | Lewis Hamilton                                 | McLaren-Mercedes                               | Marina Bay                                     | Verslag                                        |
| 2008        | Fernando Alonso                                | Renault                                        | Marina Bay                                     | Verslag                                        |
| 2007 - 1974 | Grand Prix niet verreden.                      | Grand Prix niet verreden.                      | Grand Prix niet verreden.                      | Grand Prix niet verreden.                      |
| 1973        | Vern Schuppan                                  | March-Hart                                     | Thomson Road                                   |                                                |
| 1972        | Max Stewart                                    | Mildren-Ford                                   | Thomson Road                                   |                                                |
| 1971        | Graeme Lawrence                                | Brabham-Ford                                   | Thomson Road                                   |                                                |
| 1970        | Graeme Lawrence                                | Ferrari                                        | Thomson Road                                   |                                                |
| 1969        | Graeme Lawrence                                | Mclaren-Ford                                   | Thomson Road                                   |                                                |
| 1968        | Garrie Cooper                                  | Elfin-Ford                                     | Thomson Road                                   |                                                |
| 1967        | Rodney Seow                                    | Merlyn-Ford                                    | Thomson Road                                   |                                                |
| 1966        | Lee Han Seng                                   | Lotus-Ford                                     | Thomson Road                                   |                                                |

- Een roze achtergrond geeft aan dat deze race geen onderdeel was van het kampioenschap Formule 1 maar van de Formule Libre.

## Galerij

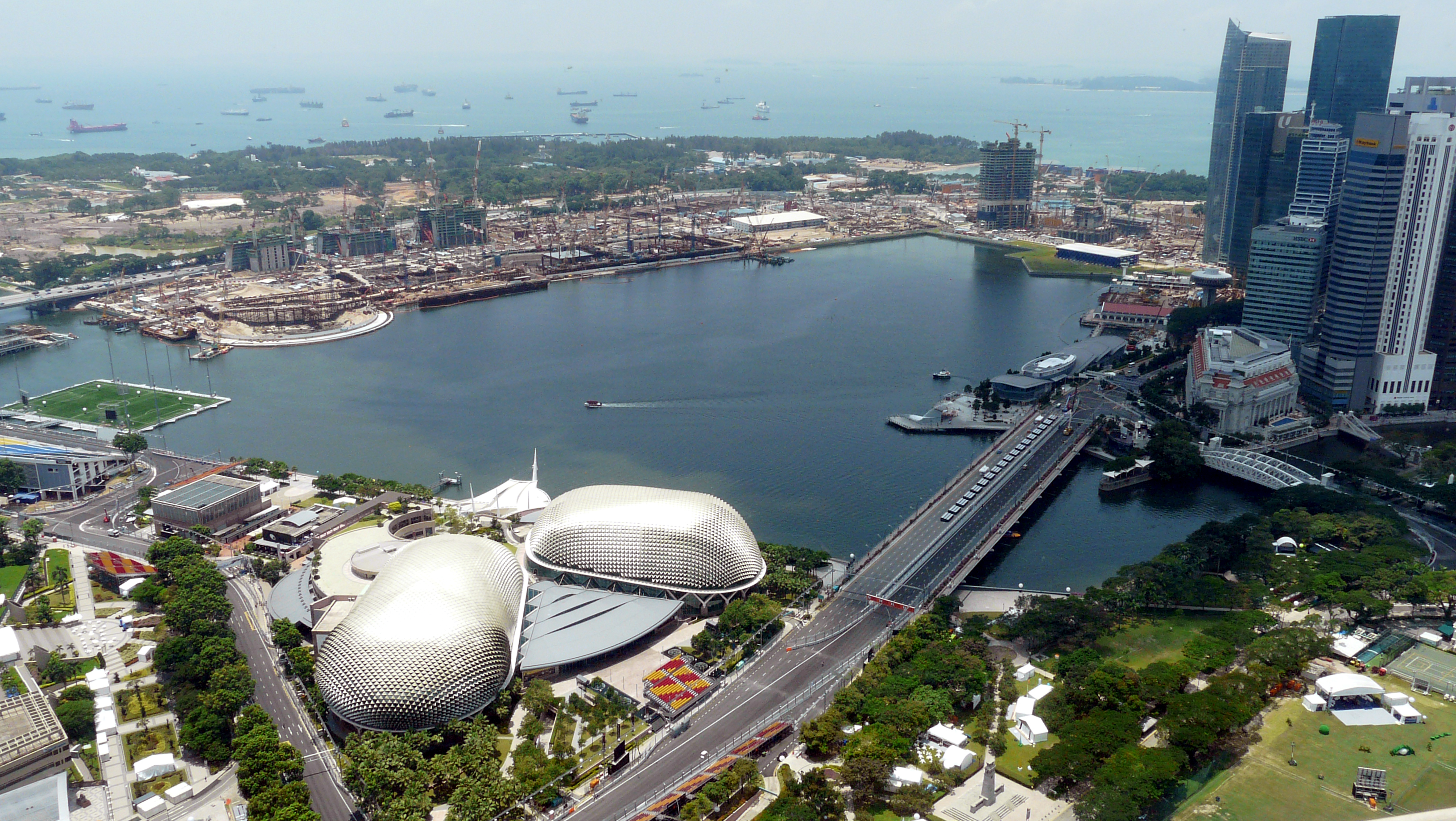
Beeld van het Marina Bay Street Circuit.
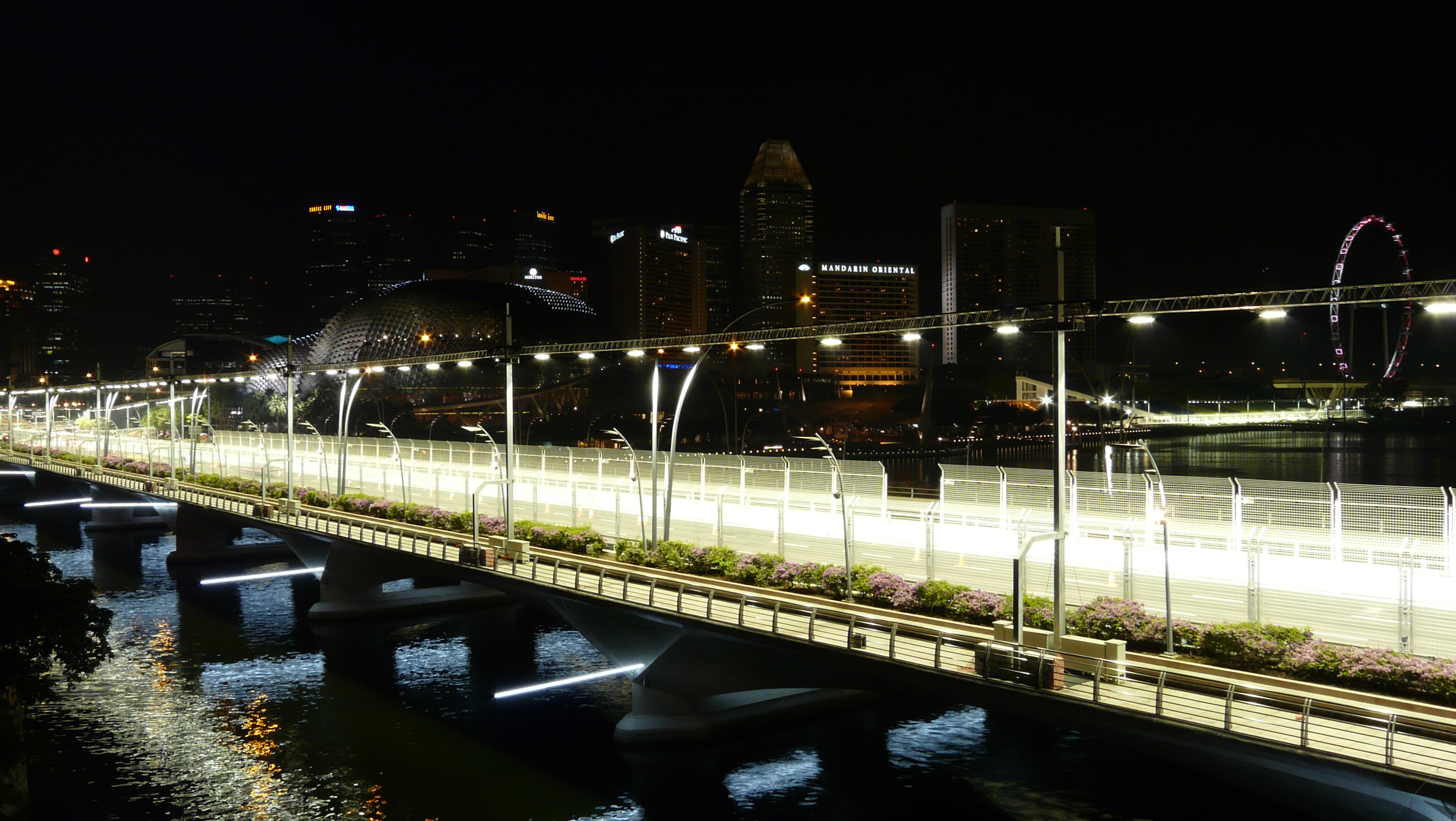
Nachtbeeld van het circuit.
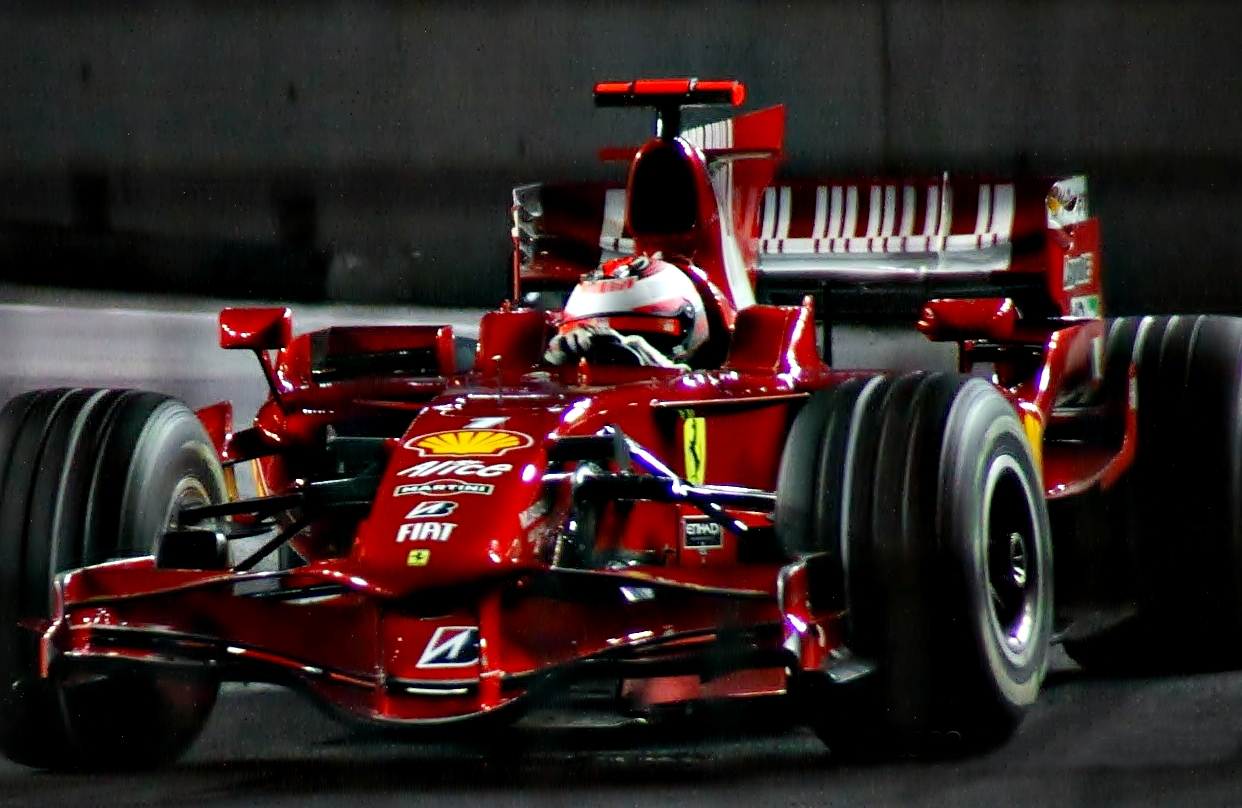
Ferrari-rijder Kimi Räikkönen in 2008.
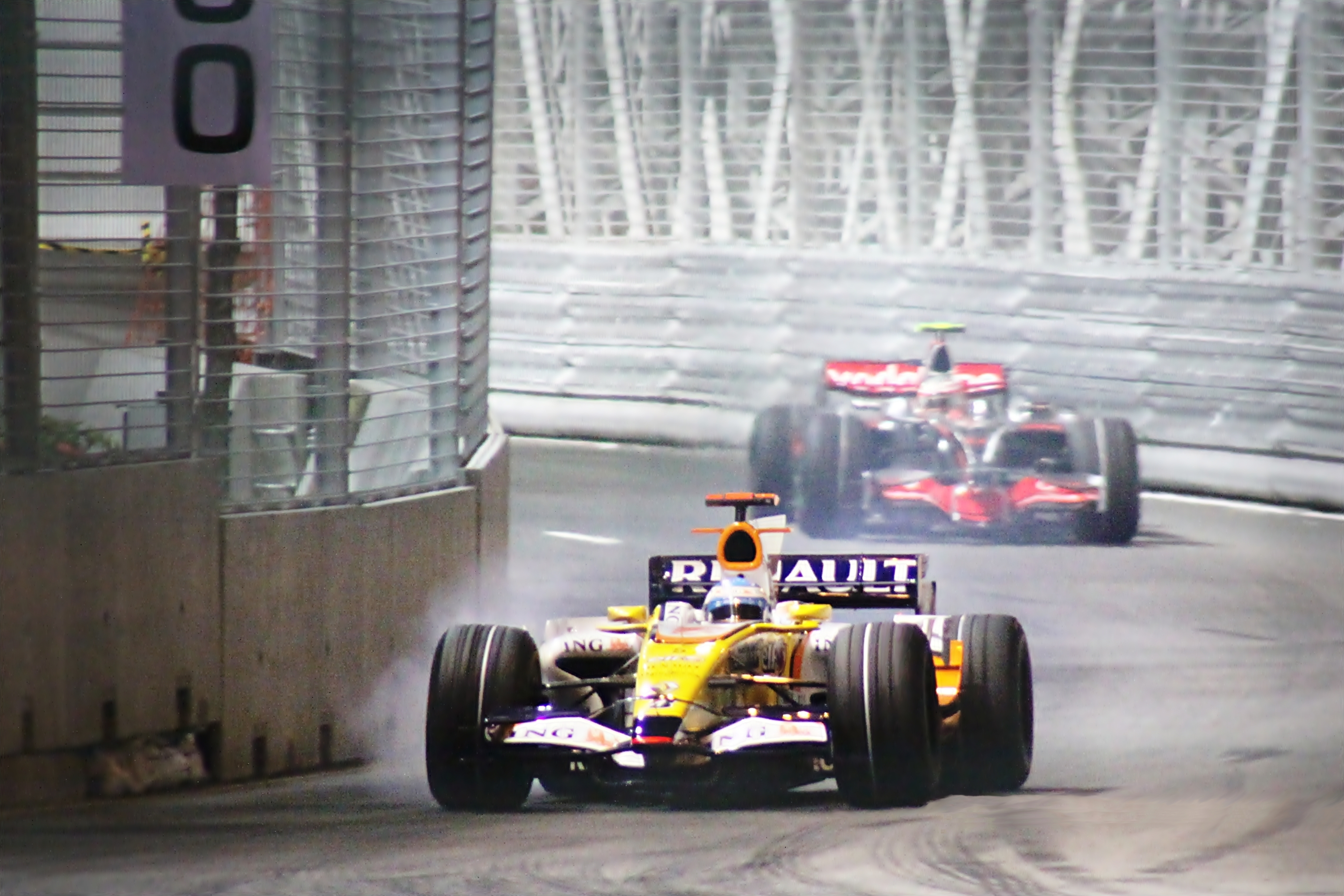
Fernando Alonso & Heikki Kovalainen in 2008.

2008 · 2009 · 2010 · 2011 · 2012 · 2013 · 2014 · 2015 · 2016 · 2017 · 2018 · 2019 · 2022 · 2023 · 2024 · 2025 · 2026 · 2027 · 2028